# Bengt Sparre (diplomat)
Bengt Eric Ericsson Sparre, född 29 april 1942 i Skeppsholms församling i Stockholm, död 5 mars 2018, var en svensk friherre och diplomat. 

## Biografi
Sparre anställdes på UD 1983 och hans bana inkluderar poster som ambassadråd i Libyen, Kina, Egypten, ambassadör i Libyen och Brysselbaserad ambassadör i Eritrea. Han har tillskrivits de avgörande insatserna bakom frigivandet av två svenska gisslan: Anders Salenius i Jemen 2000 och Minas Ibrahim al-Yousifi i Irak 2005. Sparre var mellan 2005 och 17 januari 2008 svensk ambassadör i Asmara i Eritrea. 
Han blev känd för allmänheten genom sitt arbete med fallet Dawit Isaak i Eritrea. Sparre har blivit kritiserad i media för att alltför snart gått ut med nyheten att Isaak var frisläppt, något som tros ha bidragit till att Isaak åter fängslades.
Bengt Sparre var 1988–2006 gift med diplomaten Charlotta Sparre (född Garenberg 1965). Han är begravd på Djursholms begravningsplats.